# Изъяю (посёлок городского типа)
Изъяю — посёлок городского типа в Республике Коми, входит в состав городского поселения Посёлок Кожва муниципального района «Печора».

## История
Статус посёлка городского типа — с 1981 года.

## Население
| 1989  | 2002  | 2009  | 2010  | 2012  | 2013  | 2014  |
| ----- | ----- | ----- | ----- | ----- | ----- | ----- |
| 2588  | ↘1716 | ↘1576 | ↘1323 | ↘1291 | ↘1248 | ↘1225 |
| 2015  | 2016  | 2017  | 2018  | 2019  | 2020  | 2021  |
| ↘1191 | ↘1176 | ↘1124 | ↘1092 | ↘1057 | ↘1036 | ↘936  |
| 2024  |       |       |       |       |       |       |
| ↘887  |       |       |       |       |       |       |

## Этимология
Название поселок получил от реки Дзёля-Каменка, которая на языке коми звалась Дзёля Изъяю (дзёля — «маленький», изъя — «каменный», «каменистый», ю «река»).